# Molino histórico de Sanssouci

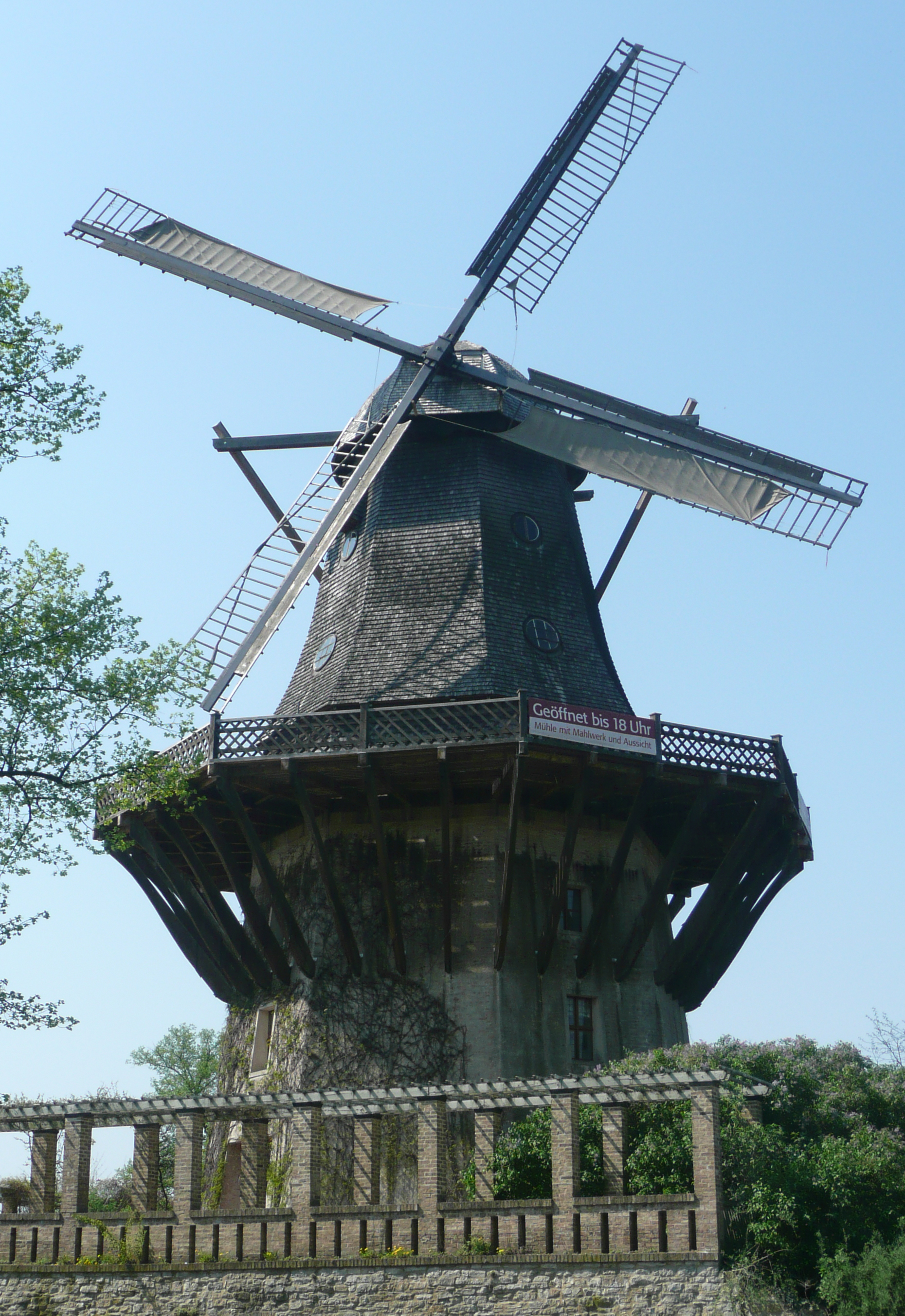
Molino histórico de Sanssouci

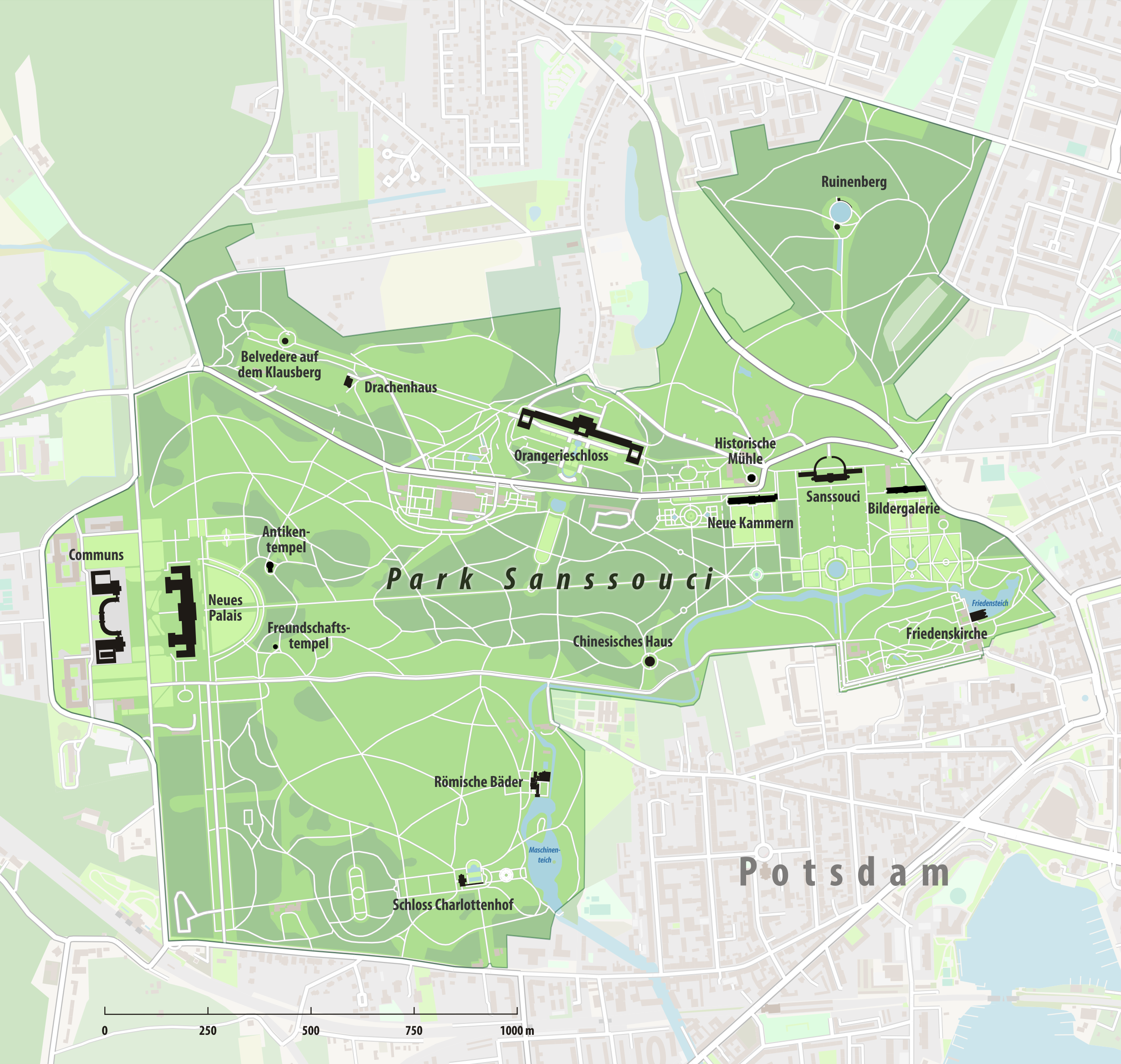
El molino histórico está ubicado al oeste del Palacio Sanssouci en el parque del mismo nombre.

El molino histórico de Sanssouci es la reconstrucción de un molino de viento holandés construido inicialmente entre 1787 y 1791, bajo el reinado de Federico Guillermo II de Prusia. Se encuentra unos pocos metros al oeste del Palacio Sanssouci de Potsdam y se ha popularizado por su predecesor, al cual se asoció con la leyenda El Molinero de Sanssouci; de ahí el atributo de “histórico”. En base a esta narración se lo asocia sobre todo con el rey prusiano Federico II.
Al final de la Segunda Guerra Mundial, la estructura del molino de madera se incendió durante los enfrentamientos militares. Tras llevar a cabo trabajos de saneamiento en la base de piedra durante la década de 1980, fue terminada su reconstrucción entre 1991 y 1993. El edificio del molino, que es administrado por la Fundación de Palacios y Jardines de Prusia Berlín-Brandenburg (SPSG) y considerado patrimonio nacional, es regentado por la Asociación de Molinos de Berlin-Brandeburgo en forma de museo.

## Historia

### Molino de postes (primer molino)
A comienzos del Siglo 18, en el reinado del "Rey Sargento" Friedrich Wilhelm I., Potsdam se convirtió en una ciudad de guarnición y residencia. El consiguiente aumento de población hizo necesarios más molinos de viento, ya que los siete existentes dejaron de ser suficientes para el abastecimiento. Las nuevas construcciones, subvencionadas por el propio rey, fueron adquiridas progresivamente por la mayoría de los molineros. En 1736, el molinero Johann Wilhelm Ludewig Grävenitz, también Gräbenitz (* 1709), recibió el permiso para construir un molino de postes en el monte "Wüsten Berg", de la cadena montañosa de Bornstedt. Los costes del edificio, erigido entre 1737 y 1739, rondaron los 800 táleros, y el arrendamiento anual era de 40 táleros. Los ingresos del arrendamiento eran recaudados por oficina de administración de fincas de Potsdam, fluyendo luego hacia el tesoro público. Además, la fundación del orfanato militar, fundada en 1722, exigió a Grävenitz un contrato de arrendamiento, como propietario de las tierras pertenecientes al pueblo y a la finca de la corona de Bornstedt, pero este se negó a pagar. Las disputas se prolongaron durante años y terminaron solo cuando el molinero ya no tuvo que pagar la renta de la tierra.
Federico II, monarca desde el año 1740, ordenó en 1745 la construcción del palacio de verano de Sanssouci, a solo unos pocos metros en dirección este del molino. Además de las molestias que causaban las labores de construcción, el molinero temía alteraciones futuras en las corrientes de viento que inutilizaran el mecanismo eólico, por lo que se quejaría al rey ya durante la fase de construcción. Encargó a la Cámara de Guerra y Dominio que revisara el asunto y escribió: [...] sea cual fuere la queja del molinero de viento Johann Wilhelm Graebenitz en Potsdam, porque su molino de viento, después de que el palacio de recreo haya sido construido muy cercano a él, y el viñedo con altos muros cercados y altos árboles sembrados, se tenga que parar por falta de viento, pero la renta anual por él [...] tenga que ser abonada igualmente. Esta disputa conduciría más tarde al surgimiento de leyendas. En 1749, Grävenitz recibió permiso para construir otro molino en el lado este del Palacio, pero se quemó poco después de su finalización. Poco después recibió 400 táleros del rey para la construcción de un nuevo molino en "Milchow-Wiesen", al norte de la actual estación central de Potsdam. En 1753 vendió el molino del Palacio por 800 táleros al molinero Kalatz, que sin embargo se adeudaría rápidamente.

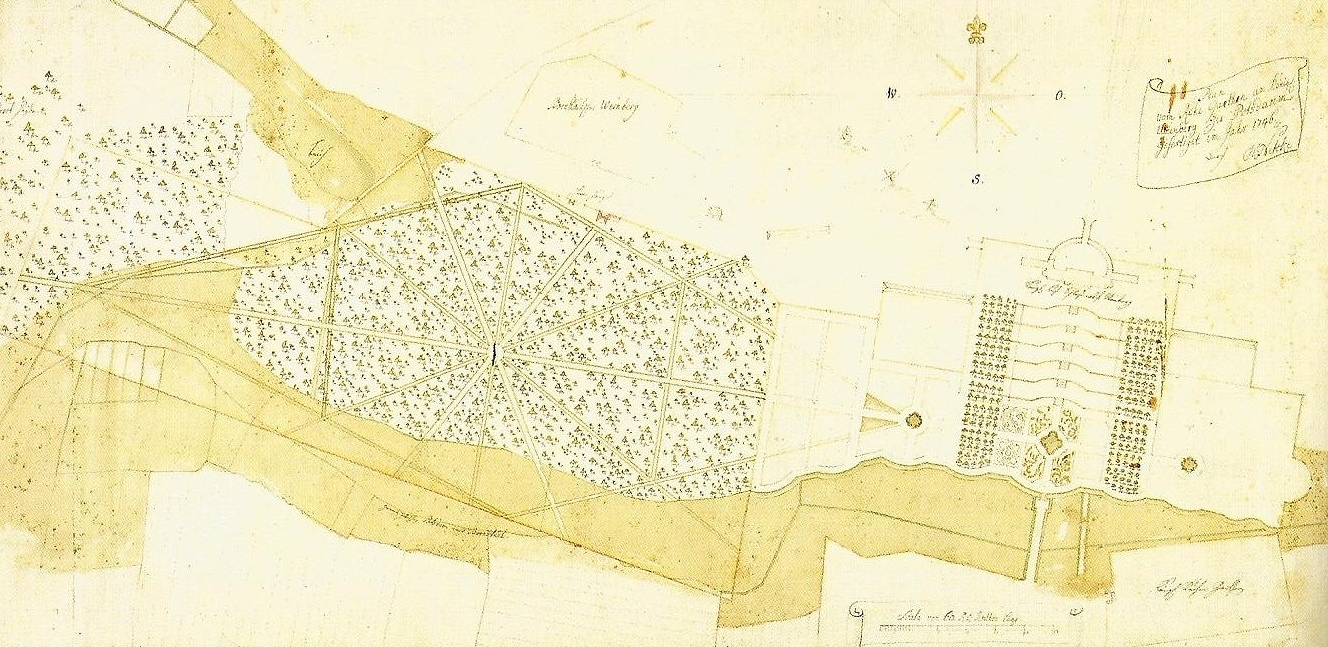
Plano de Sanssouci con tres molinos en el lateral oeste del palacio.
Christian Ludwig Netcke, 1746

En lo que por entonces era un entorno rural alrededor del Palacio de Sanssouci, Federico II vio los molinos como emblemas vivientes del paisaje. Ya antes de la construcción del palacio de verano había tres molinos al oeste de la ubicación de la obra, a los que hay que añadir dos más en el monte Gallberg, hoy Mühlenberg, al este del palacio y cuyo permiso fue expedido por el monarca en 1744. Además prohibió en 1746 el traslado del molino de postes ubicado cerca de la viña, ya que servía como ornamento del castillo. En 1750 se agregaron otros dos molinos de postes más al noreste del Mühlenberg. Entre 1736 a 1786, el número de molinos de viento de Potsdam aumentó de 7 a 26.
A partir de 1764 se hizo cargo del negocio del molino Carl Friedrich Vogel (1736-1802) y, al igual que ya había hecho Grävenitz, se quejó del insuficiente suministro de viento causado por la ubicación del Palacio. Cuando también se le eximio a su arrendamiento anual, puso la gestión en manos del molinero Hering por 45 táleros al año, lo cual le reportó una ganancia adicional. Después de la muerte de Federico II en 1786, él mismo volvió a hacerse cargo del molino que en estas fechas se encontraba ya en un estado ruinoso.

### Molino de viento holandés (segundo molino)
Federico Guillermo II, el nuevo monarca desde 1786, mandó demoler el antiguo molino de viento de postes y construir un molino de viento de galería basado en el modelo holandés. Esto se llevó a cabo entre 1787 y 1791. El carpintero de la corte Cornelius Wilhelm van den Bosch, también van der Bosch (1736-1789), que provenía de una familia holandesa, recibió el encargo del nuevo edificio, cuyos costos estimados rondaban inicialmente los 3000 táleros. Cuando van den Bosch enfermó y murió de hidropesía en 1789, se hizo cargo del trabajo su hijo Christian Ludwig (1772-1839). Según unos escritos del abogado e historiador de la ciudad Julius Wilhelm Haeckel (1866-1940), los costes totales de construcción finalmente debieron ascender a 24.344 táleros. El 1 de enero de 1791, Vogel puso en funcionamiento el nuevo molino y se quejó nuevamente al rey de que se le eximiera la renta anual. En consecuencia fue advertido de que tomara la vía judicial, cosa que no hizo. Cuando Vogel murió en 1802, continuó con la gestión su viuda. Desde 1821 estuvo a la venta y en 1825 también se le ofreció a Federico Guillermo III, pero éste no mostró ningún interés.

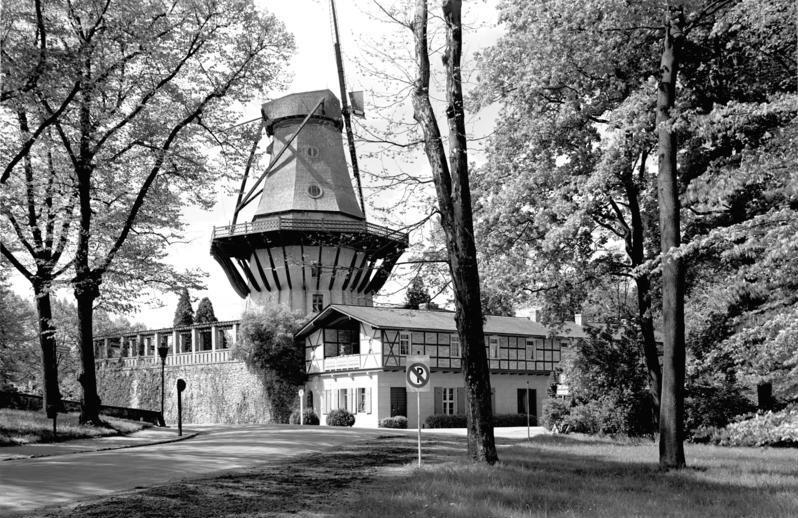
El Molino y la Casa Suiza, antes de 1945

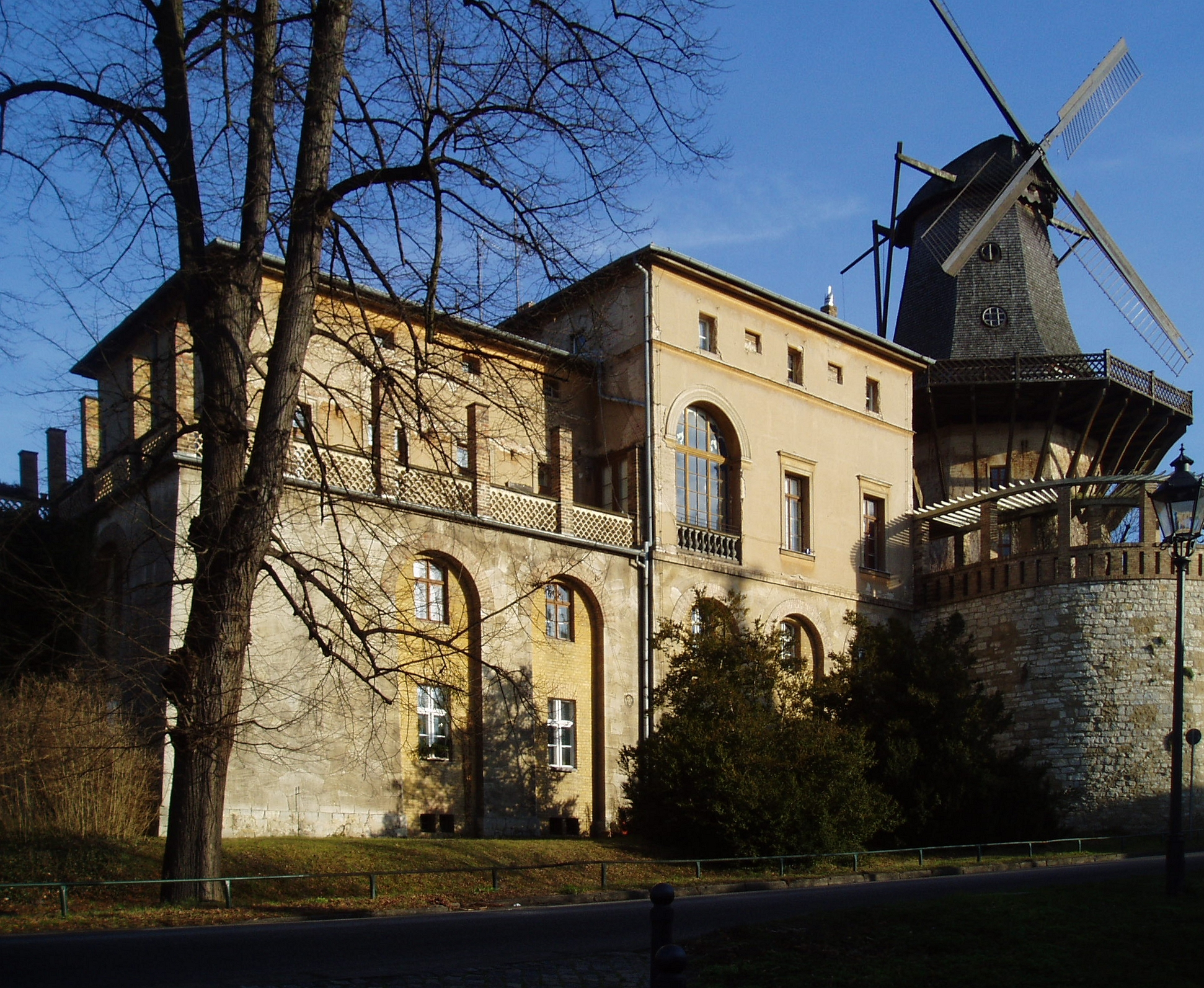
Casa del molino, lado sur

Después de que Federico Guillermo IV llegara al trono en 1840, el arquitecto paisajista Peter Joseph Lenné embelleció el área alrededor del molino. El diseño del paisaje estaba inspirado en una avenida triunfal imaginada por el rey, pero que fue llevada solo parcialmente a la realidad, en memoria de Federico II. Comenzando desde el Arco de Triunfo, al este del parque Sanssouci, hasta Belvedere en Klausberg, al noroeste del parque, el molino se incluiría en el proyecto de Höhenstrasse . En 1841 Federico Guillermo IV adquirió la construcción del molino por medio del sociedad del Comercio Marítimo Prusiano, lo entregó a los Kronfideikommissfonds y convirtió el arrendamiento en una relación feudal medieval. El molinero en cargo en ese momento, Gottlieb Walsleben, ahora tendría que pagar una cuota anual de 200 táleros. Como esto no sucedió, Federico Guillermo IV lo despidió el 1 de abril de 1843, después de lo cual Walsleben abandonó por la noche el molino en funcionamiento y sin apagarlo. Los sucesores, Carl August Meyer y el molinero Pahle, o Pohl, también estaban en la relación feudal, y también hicieron llegar múltiples quejas al rey.
Debido a que Federico Guillermo IV utilizaba el Palacio de Sanssouci como residencia fija, hubo que crear viviendas y establos adicionales para la corte. Un edificio de establos, en el lado norte al pie del molino, fue probablemente ampliado entre los años 1839 y 1842 según el diseño de Ludwig Persius. La planta baja de la llamada Casa Suiza (Schweizerhaus) sirvió como establo de caballos, y en el ático en voladizo con entramado de madera, que estaba decorado con tallas de madera en el hastial, se crearon pequeñas viviendas para los sirvientes. Asimismo en relación directa con el molino estaba la casa que habitaba el molinero, conocida también como la casa del molinero, en el lado oeste. En 1847/48 Ludwig Ferdinand Hesse llevó a término la conversión del edificio en un conjunto escalonado, tomando como base el diseño realizado por Persius en 1841. Entonces sería habitada por el ministro de la casa real , Anton zu Stolberg-Wernigerode .
Cuando el príncipe Guillermo, más tarde Guillermo I, se hizo cargo de los asuntos gubernamentales de su hermano en 1858, se interrumpieron las operaciones del molino y se rechazaron cualquier solicitud de arrendamiento. Desde 1861 el molino se podría visitar como museo y patrimonio nacional. Entre otros, formaban parte del inventario tres trituradoras con bolsas, dispositivos de desenganche, balanzas con pesos, elevador de sacos, recipientes para la medida de volumen y cribas vibratorias. Al final de la Segunda Guerra Mundial, el edificio del molino y la Casa Suiza se incendiaron. El día 27 de abril de 1945, un tanque soviético que se encontraba entre el molino y el castillo fue alcanzado por una bazuca. En los combates subsiguientes, el molino se incendió, y el fuego acabó extendiéndose a la Casa Suiza. De los edificios destruidos, solo se reconstruyó el molino.

### Reconstrucción y Uso (Tercer Molino)

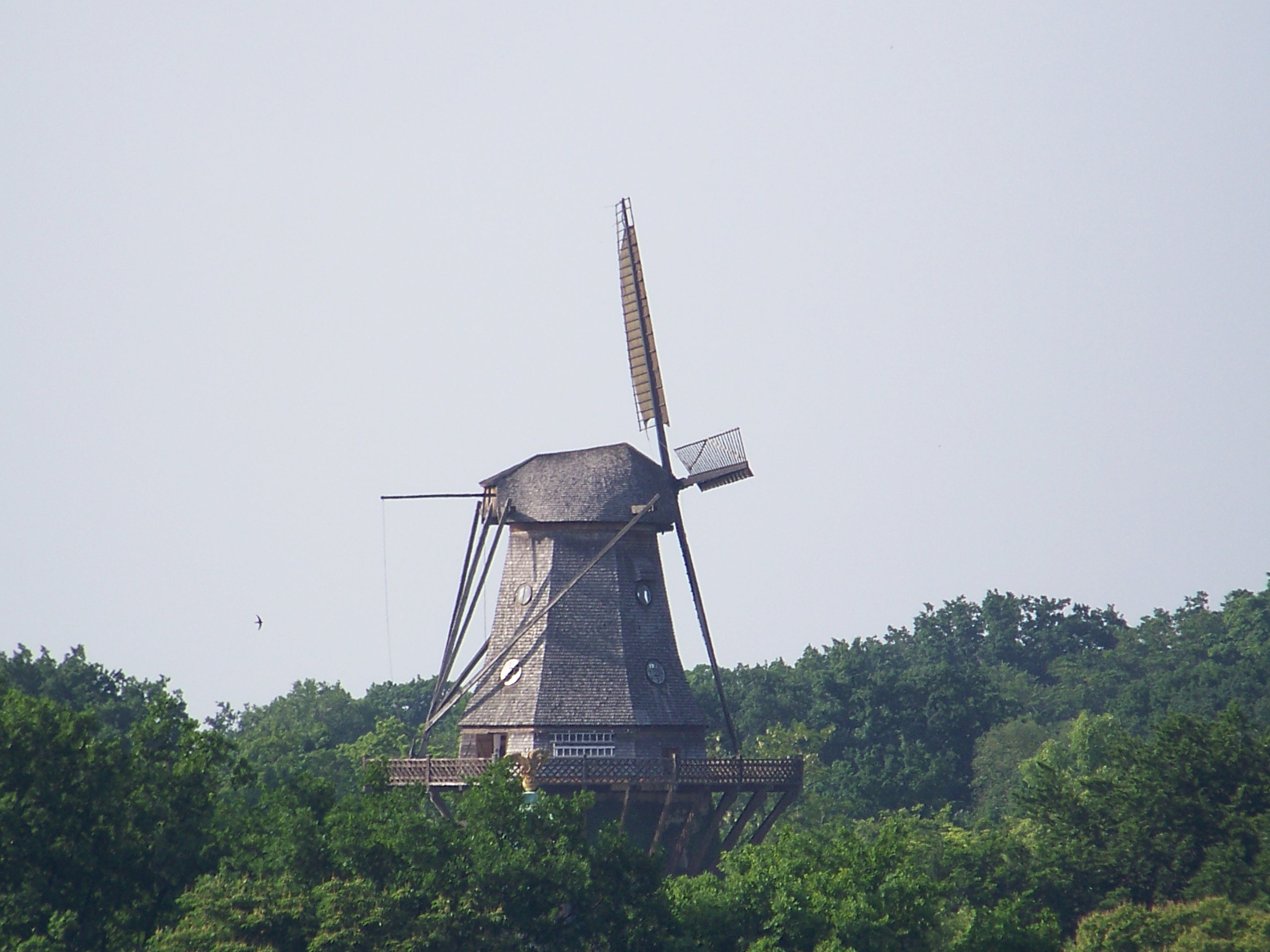
Vista del molino histórico desde el sur

En 1983, diez años antes del 1000 aniversario de la ciudad de Potsdam, la Cámara de Artesanía comenzó con los primeros trabajos de reparación en la base del molino de piedra. Por encargo de ésta, la "Cooperativa de Producción Bau" continuó el trabajo en 1988, pero tuvo que detenerlo nuevamente en 1990 por cuestiones financieras. Después de la reunificación, se pudo continuar a partir de 1991 con la reconstrucción gracias a los fondos que aportó el estado federal de Brandeburgo, la Fundación Nordrhein-Westfalen y la por entonces Fundación Prusiana de Palacios y Jardines de Potsdam-Sanssouci, completándose finalmente el exterior en abril de 1993.
El actual molino de viento de galería constituye una réplica del molino holandés construido entre 1787 y 1791. Dado que los planos de construcción originales de Cornelius Wilhelm van den Bosch ya no estaban disponibles, los arquitectos se basaron en fotografías y mediciones de la planta del antiguo molino. Por encargo de la Fundación de Palacios y Jardines de Prusia Berlín-Brandenburg, ha sido gestionado desde 1995 por el Mühlenvereinigung Berlin-Brandenburg e.V. y funciona como museo basado en los ingresos propios. En la planta baja se ubicó la tienda del museo. Y en los tres pisos superiores se instaló una exposición permanente sobre molinos en Brandeburgo y Berlín. Finalmente, en los pisos de molienda y tamizado en el área superior se muele grano a harina como actividad del propio museo. El balcón circundante en el área exterior sirve como plataforma de observación, a 10.85 m de altitud.

## Especificaciones y funcionamiento
El molino corresponde con los modelos holandeses de alrededor de 1800. Las estructuras de madera (soporte octogonal, campana giratoria, palas del molino e instalaciones técnicas del molino) descansan sobre una subestructura de ladrillo con una galería circundante. Juntas, la subestructura y la estructura superior con 13,41 m y 12,37 m de altura respectivamente, el edificio del molino alcanza una altura total de 25,78 m y si se tienen en cuenta las palas 35,45 metros en el punto más alto. La estructura superior o cabeza del molino presenta forma de barco y descansa sobre un raíl de giro con rodamiento de rodillos de hierro. Debajo de este tejado está el eje principal de 5,5 m con rueda catalina, al que están acopladas la cruz portante con sus 4 palas (vela en entramado de madera) de 12 m cada una. El piso de la galería circundante, sostenido por 32 puntales, sirve como plataforma de trabajo para el molinero. Desde ahí, gira la cabeza del molino o también las alas hacia el viento, con la ayuda de una bobinadora. Éstas se mueven en sentido antihorario y pueden alcanzar una velocidad de trabajo de 15 revoluciones por minuto y una velocidad en punta de pala de 67,8 km/h. La cruz de palas se puede detener mediante una viga, al final de la cual se unen una cadena y una cuerda. Este llamado palo de gobierno sobresale en la parte posterior de la cabeza del molino.
Las máquinas que se encuentran en el interior y que son accionadas por energía eólica, proceden de otros antiguos molinos o bien fueron fabricadas expresamente a partir de planos existentes. La función del molino de relleno de paso único corresponde al modo de funcionamiento de un pequeño molino harinero de finales del siglo XIX. El grano suministrado al molino se sube hasta la galería a través de un cabrestante elevador y de allí a las muelas del quinto piso. En este piso de molienda, los granos se trituran hasta obtener molienda, o se muelen entre la piedra inferior fija al piso (piedra solera) y la piedra que rota por encima (piedra volandera) hasta convertirlos en harina a 120 revoluciones por minuto. Una gran caja cuadrada rodea las piedras, que tienen un diámetro de 1,35 m. Una vez molida se transporta la harina a través de un tubo de madera a un clasificador del tipo "Ascania" situado un piso por debajo, en el cuarto, también denominado piso clasificador o piso de harina. En este tamiz de dos etapas, se tamiza y se clasifica según el tamaño, lo que da como resultado harina, molienda y sémola. La harina fina llega a un soporte de bolsas atravesando un tornillo de recogida de harina. Los otros dos componentes, más gruesos, se envasan en sacos a través de una salida de sacos separada y se devuelven para su posterior procesamiento y mediante un elevador de sacos al piso de molienda. Las harinas tamizadas finalmente se mezclan mediante un tornillo en la máquina mezcladora vertical, que se ocupa parte de los  cuarto y quinto pisos. Por último, la harina se llena en sacos en el piso clasificador por medio de una tolva de descarga.

## Leyendas
Según un escrito del año 1856 del historiador Franz Kugler, la leyenda cuenta que a Federico II le molestaba el molino, porque le hubiera gustado incluir ese terreno en su parque. Según otras historias, el rey se habría enfadado por el repiqueteo de las alas del molino. Cuando Federico II hizo traer al molinero para comprarle el molino, este rechazó todas las ofertas. Se dice que el rey le amonestó diciendo: ¿Sabrá […] que puedo quitarle su molino sin dar un centavo por él? A lo que el molinero respondió: ¡Sí, Su Majestad [...] si no fuera por el Tribunal de Apelación de Berlín!
La leyenda tiene su origen en una disputa judicial sobre derechos de agua que había estado ocurriendo desde 1770 entre el molinero Christian Arnold en Pommerzig, Neumark y su heredero, el conde von Schmettau : el " juicio Müller-Arnold ". Habiendo sido declarado culpable por partida doble, el molinero apeló a Federico II en 1775, que se inmiscuyó en el juicio del lado del molinero. Esta disputa, que duró alrededor de un año, y la historia del molinero de Sanssouci, Grävenitz, se entretejieron en la leyenda y pretendían mostrar la justicia que el rey tenía hacia todos sus súbditos por igual, sin distinción de personas. El sobrino y sucesor de Federico II, Federico Guillermo II., reabrió el caso. En 1786 decretó en una orden de gabinete que […] los decretos del difunto rey [...] deben ser considerados como resultado de un error, a lo cual el "[...] glorioso afán por la justicia de nuestro -que en la Gloria de Dios descansa- Tío y Majestad [fue] influido por relatos incompletos, no acordes con el verdadero estado de cosas y de personas mal informadas y prejuiciosas ”.
La leyenda fue publicada por primera vez en Francia en 1787, tras haber fallecido Federico II, en un artículo titulado “Vie de Frederic II, Roi de Prusse” (La vida de Federico II, rey de Prusia) de Jean-Charles Laveaux (1749–1827). En él, el molinero formula la amenaza de la siguiente forma: Oui, [...] n'était la chambre de justice de Berlin (Sí, [...] si no existiera el Tribunal Superior en Berlín) . Posteriormente aparecerían diferentes versiones de esta leyenda, tanto en Alemania como en Francia. Entre otros, apareció en 1788 una versión abreviada dentro de la obra "Sobre Federico el Grande y mis conversaciones con él poco antes de su muerte" del doctor Johann Georg Zimmermann. Y en 1797 la anécdota "Le Meunier de Sans-Souci" escrita en verso por el dramaturgo y abogado François Andrieux . La respuesta dada por el molinero: Oui! si nous n'avions pas des juges à Berlin (¡Sí! Si no tuviéramos jueces en Berlín) se presenta aquí en forma de la célebre frase Il ya des juges à Berlin (Hay [todavía] jueces en Berlín). Más tarde surgió la comedia "Le moulin de Sans-Souci" del dramaturgo y libretista francés Michel Dieulafoy (1762–1823). En Alemania, en 1811, Johann Peter Hebel incluiría esta leyenda en su "Schatzkästlein des Rheinischen Hausfreunde" ("Cofrecito del tesoro de los amigos de la casa renanos") y la reprodujo de forma modificada bajo el título "König Friedrich und sein Nachbar“ ("El rey Federico y su vecino"). “Der Müller von Sanssouci” ("El molinero de Sanssouci") se puede encontrar en otros ejemplares literarios hasta el día de hoy, además ha sido filmado y representado como una obra de teatro, como por ejemplo la ópera cómica de Karl Goepfart (1907) y la comedia de Peter Hacks (1958).

## Curiosidades
En el Museo Internacional de Molinos de Viento y Agua, en Gifhorn, se puede encontrar una réplica del molino histórico de Sanssouci.

## Literatura
- Guía oficial de la Fundación de Palacios y Jardines de Prusia Berlín Brandeburgo: El Molino Histórico. 1ª edición. Potsdam 2000.
- Karlheinz Deisenroth:  Camposanto de la Marca de Brandeburgo en el esplendor cortesano. El cementerio de Bornstedt en Potsdam. Trafo, Berlín 2003, ISBN 3-89626-411-7, pág. 77-80.
- Karl-Heinz Otto: El Molino de Sanssouci . Edición Märkische Reisebilder, Potsdam 2003, ISBN 3-934232-30-2 .
- Anna Vilsen, Heike Wadewitz: El molinero y el rey de Sanssouci. Una leyenda prusiana. Wolbern, Berlín 2006, ISBN 3-9808472-6-8 .
- Louis Schneider: El molino de viento histórico cerca de Sanssouci. Fragmento de una obra histórica sobre Sanssouci . En: Asociación para la Historia de la Marca de Brandeburgo (ed.): investigaciones de la Marca de Brandeburgo. Número 6, 1858, pág. 165-193.
- Karl Dickel: Federico el Grande y los juicios de Miller Arnold . Marburg 1891 (copia digital, consultada el 12. Diciembre 2012).

## Enlaces web
- Eintrag zur Denkmalobjektnummer 09156926 in der Denkmaldatenbank des Landes Brandenburg
- Mühlenvereinigung Berlin-Brandenburg e. V.: Historische Mühle von Sanssouci
- Mühlenförderverein Lüneburg e. V.: Bilder aus deutschen Mühlenlandschaften – Die Mühle von Sanssouci